# Prietržka
Prietržka (maďarsky původně Kis Prietrzsd, tj. doslovně „Malá Prietrž“, od r. 1910 Kispetrős) je obec na Slovensku v okrese Skalica. Žije zde 557 obyvatel. První písemná zmínka o obci pochází z roku 1392. Obec je od okresního města Skalice vzdálená 6 kilometrů.
V obci stojí římskokatolický kostel z roku 1832 a barokní zvonice z 18. století.